# Chika Anzai
Chika Anzai (安済 知佳, Anzai Chika) é uma dubladora japonesa nascida em 22 de dezembro de 1990 em Fukui.

## Biografia e carreira
Chika Anzai nasceu na província de Fukui em 22 de dezembro de 1990. Ela aprendeu sobre a indústria de dublagem na 5.ª série. Aos 15 anos, ingressou na Avex Artist Academy. Embora ela originalmente viajasse entre Fukui e Tóquio, o tremendo custo do transporte a encorajou a se mudar para a capital. Ela morava lá sozinha, voltando para sua casa em Fukui uma vez por mês para cursar o ensino médio.
Aos 19 anos, ela fez sua estreia como o papel principal da série de televisão Anyamaru Tantei Kiruminzuu, Nagisa Mikogami.
Em 1.º de agosto de 2020, Anzai anunciou haver se casado recentemente.

## Filmografia

### Séries de televisão
2009
- Anyamaru Tantei Kiruminzuu — Nagisa Mikogami[1]

2010
- Seitokai Yakuindomo — Nanako Umibe

2011
- Chihayafuru – Yuu, namorada de Taichi, etc
- Un-Go - Sumika Nakahashi

2012
- Danball Senki W — Jasmine
- Hunter × Hunter (2011) — Lista, Kurt, Mosquito
- Soreike! Anpanman — Castanet-kun

2013
- Ataque aos Titãs — Mina Carolina
- Chihayafuru 2 — Shiori Miyazaki, Fuyumasa Tsukuba, etc
- Danball Senki Wars — Sakuya Hosono[1]
- Gatchaman Crowds — Yumi Hosaka
- Valvrave, the Liberator — Midori Akashi

2014
- Hitsugi no Chaika — Chaika Trabant[5]
- Gundam Build Fighters Try — Meguta Yasu
- Nobunaga, the Fool — Kagome
- Pokémon: XY — Rena
- Riddle Story of Devil — Suzu Shutō[1]
- Seitokai Yakuindomo* — Nanako Umibe
- Tribe Cool Crew — Yuji Shinsido

2015
- Academia Anti-Magia: O 35.º Pelotão de Testes — Kiseki Kusanagi[6]
- Attack on Titan: Junior High — Mina Carolina
- Chaos Dragon — Inori[7]
- Sky Wizards Academy — Amy[8]
- Hibike! Euphonium — Reina Kosaka[1]
- O Testamento da Irmã New Devil Burst — Fio

2016
- Girlish Number — Kawahara
- Grimgar de Fantasia e Ash — Mary[1]
- Código Qualidea — Asuha Chigusa[9]
- Schwarzesmarken — Anett Hosenfeld[10]
- Som! Eufônio 2 — Reina Kosaka
- Taboo Taboo — Tōko Ichinose

2017
- Chronos Ruler — Koyuki
- Evil or Live — Shiori[11]
- Gintama. – Kamui (criança)
- Incidentes Idol - Isuzu Narukami
- Puzzle &amp; Dragons X — Ana
- Sakura Quest — Maki Midorikawa[12]
- Desejo de Escória — Hanabi Yasuraoka[13]
- Acorda meninas! Novo capítulo — Aya Mizuta

2018
- Boruto: Naruto Next Generations – Ashina
- Double Decker! Doug &amp; Kirill – Katherine "K" Roshfall[14]
- Grand Blue – Chisa Kotegawa[15]
- Hakumei e Mikochi – Sen[16]
- Kokkoku: Momento a Momento – Juri Yukawa[17]
- Record of Grancrest War – Laura Hardley[18]
- Rokuhōdō Yotsuiro Biyori – Gin Yanokura (episódio 7)
- Sete Sentidos da Re'Union – Elicia[19]
- Takunomi. – Nao Kiriyama[20]

2019
- Kandagawa Jet Girls – Manatsu Shiraishi[21]
- Meu companheiro de quarto é um gato – Nana Ōkami[22]
- O Maidens in Your Savage Season – Niina Sugawara[23]

2020
- Toilet-Bound Hanako-kun  – Sakura Nanamine[24]

2021
- Tenku Shinpan – Ein[25]
- SSS. Dynazenon – Chise Asukagawa[26]
- Taisho Otome Conto de Fadas – Ryō Atsumi[27]
- A Noite Além da Janela Tricorne – Erika Hiura[28]
- The Promised Neverland 2ª Temporada – Barbara

2022
- Lycoris Recoil – Chisato Nishikigi[29]